# Alintsi
Alintsi (en macédonien Алинци) est un village du sud de la Macédoine du Nord, situé dans la municipalité de Prilep. En 2002, le village comptait 238 habitants.

## Démographie
Lors du recensement de 2002, le village comptait :
- Macédoniens : 238